# Grupo simpléctico
En matemáticas, el nombre grupo simpléctico puede referirse a dos conjuntos diferentes, pero estrechamente relacionados, de grupos matemáticos, denominados Sp(2n, F) y Sp(n) para el entero positivo n y cuerpo F (generalmente sobre los números complejos C o los números reales R). Este último se denomina grupo simpléctico compacto y también se denota por {\displaystyle \mathrm {USp} (n)}. Muchos autores prefieren notaciones ligeramente diferentes, que generalmente difieren en factores de 2. La notación utilizada aquí es consistente con el tamaño de las matrices más comunes que representan los grupos. En la clasificación de Cartan de las álgebras de Lie simples, el álgebra de Lie del grupo complejo Sp(2n, C) se denota como Cn, y Sp(n) es la forma real compacta de Sp(2n, C). Debe tenerse en cuenta que cuando aquí se hace referencia al grupo simpléctico (compacto) se da a entender que se está hablando de la colección de grupos simplécticos (compactos), indexados por su dimensión n.
El nombre grupo simpléctico tiene su origen en la topología simpléctica desarrorrada por Hermann Weyl como reemplazo de los confusos nombres anteriores (línea) grupo complejo y grupo lineal abeliano, y es el análogo al término griego que significa complejo.
El grupo metapléctico es una doble tapa del grupo simpléctico sobre R; tiene análogos sobre otros cuerpos locales, cuerpos finitos y anillos adélicos.

## Sp(2n,F)
El grupo simpléctico es un grupo clásico definido como el conjunto de aplicaciones lineales de un espacio vectorial de dimensión 2n sobre el cuerpo F que conserva una forma bilineal antisimétrica no degenerada. Tal espacio vectorial se llama espacio vectorial simpléctico, y el grupo simpléctico de un espacio vectorial simpléctico abstracto V se denota Sp(V). Al fijar una base para V, el grupo simpléctico se convierte en el grupo de matrices simplécticas de orden 2n × 2n, con entradas en F, bajo la operación de multiplicación de matrices. Este grupo se denomina Sp(2n, F) o Sp(n, F). Si la forma bilineal está representada por la matriz antisimétrica no singular Ω, entonces
{\displaystyle \operatorname {Sp} (2n,F)=\{M\in M_{2n\times 2n}(F):M^{\mathrm {T} }\Omega M=\Omega \},}
donde MT es la matriz transpuesta de M. A menudo, Ω se define como
{\displaystyle \Omega ={\begin{pmatrix}0&I_{n}\\-I_{n}&0\\\end{pmatrix}},}
donde In es la matriz identidad. En este caso, Sp(2n, F) se puede expresar como aquellas matrices de bloques {\displaystyle ({\begin{smallmatrix}A&B\\C&D\end{smallmatrix}})}, donde {\displaystyle A,B,C,D\in M_{n\times n}(F)}, satisfaciendo las tres ecuaciones siguientes:
{\displaystyle {\begin{aligned}-C^{\mathrm {T} }A+A^{\mathrm {T} }C&=0,\\-C^{\mathrm {T} }B+A^{\mathrm {T} }D&=I_{n},\\-D^{\mathrm {T} }B+B^{\mathrm {T} }D&=0.\end{aligned}}}
Dado que todas las matrices simplécticas tienen determinante 1, el grupo simpléctico es un subgrupo del grupo lineal especial SL(2n, F). Cuando n= 1, la condición simpléctica en una matriz se cumple si y solo si el determinante es uno, por lo que Sp(2, F)= SL(2, F). Para n > 1, existen condiciones adicionales, es decir, Sp(2n, F) es entonces un subgrupo propio de SL(2n, F).
Normalmente, el cuerpo F es el cuerpo de los números reales R o de los números complejos C. En estos casos Sp(2n, F) es un grupo de Lie real/complejo de dimensión real/compleja n(2n + 1). Estos grupos son conexos pero no compactos.
El centro de Sp(2n, F) consta de las matrices I2n y −I2n siempre que la característica del cuerpo no sea 2. Dado que el centro de Sp(2n, F) es discreto y su cociente módulo el centro es un grupo simple, Sp(2n, F) se considera un grupo simple de Lie.
El rango real del álgebra de Lie correspondiente, y por lo tanto del grupo de Lie Sp(2n, F), es n.
El álgebra de Lie de Sp(2n, F) es el conjunto
{\displaystyle {\mathfrak {sp}}(2n,F)=\{X\in M_{2n\times 2n}(F):\Omega X+X^{\mathrm {T} }\Omega =0\},}
equipado con el conmutador como su soporte de Lie. Para la forma sesquibilineal estándar {\displaystyle \Omega =({\begin{smallmatrix}0&I\\-I&0\end{smallmatrix}})}, esta álgebra de Lie es el conjunto de todas las matrices de bloques {\displaystyle ({\begin{smallmatrix}A&B\\C&D\end{smallmatrix}})} sujetas a las condiciones
{\displaystyle {\begin{aligned}A&=-D^{\mathrm {T} },\\B&=B^{\mathrm {T} },\\C&=C^{\mathrm {T} }.\end{aligned}}}

### Sp(2n,C)
El grupo simpléctico sobre el cuerpo de los números complejos es un grupo simple de Lie no compacto y simplemente conexo.

### Sp(2n,R)
Sp(n, C) es la complejifijación del grupo real Sp(2n, R). Sp(2n, R) es real, grupo simple de Lie, conexo, y no compacto. Tiene un grupo fundamental isomorfo al grupo de los números enteros bajo la adición. Como la forma real de un grupo simple de Lie su álgebra de Lie es un álgebra divisible de Lie.
Algunas propiedades adicionales de Sp(2n, R) son:
- La aplicación exponencial del álgebra de Lie sp(2n, R) al grupo Sp(2n, R) no es sobreyectiva. Sin embargo, cualquier elemento del grupo se puede representar como el producto de dos exponenciales.[4] En otras palabras,

{\displaystyle \forall S\in \operatorname {Sp} (2n,\mathbf {R} )\,\,\exists X,Y\in {\mathfrak {sp}}(2n,\mathbf {R} )\,\,S=e^{X}e^{Y}.}
- Para todos los S en Sp(2n, R):

{\displaystyle S=OZO'\quad {\text{such that}}\quad O,O'\in \operatorname {Sp} (2n,\mathbf {R} )\cap \operatorname {SO} (2n)\cong U(n)\quad {\text{and}}\quad Z={\begin{pmatrix}D&0\\0&D^{-1}\end{pmatrix}}.}
La matriz D es diagonal y positiva definida. El conjunto de tales Z forma un subgrupo no compacto de Sp(2n, R), mientras que U(n) forma un subgrupo compacto. Esta descomposición se conoce como descomposición de 'Euler' o de 'Bloch-Messiah'. Se pueden encontrar más propiedades de estas matrices en su artículo correspondiente (véase matriz simpléctica).
- Como grupo de Lie, Sp(2n, R) tiene una estructura múltiple. La variedad correspondiente para Sp(2n, R) es difeomorfa al producto cartesiano del grupo unitario U(n) con un espacio vectorial de dimensión n(n+1).[6]

### Generadores infinitesimales
Los miembros del álgebra de Lie simpléctica sp(2n, F) son las matrices hamiltonianas.

Estas son matrices, {\displaystyle Q} tales que 
{\displaystyle Q={\begin{pmatrix}A&B\\C&-A^{\mathrm {T} }\end{pmatrix}}}
 donde B y C son matrices simétricas. Véase el artículo grupo clásico para su deducción.

### Ejemplo de matrices simplécticas
Para Sp(2, R), el grupo de matrices 2 × 2 con determinante 1, las tres matrices (0, 1) simplécticas son:
{\displaystyle {\begin{pmatrix}1&0\\0&1\end{pmatrix}},\quad {\begin{pmatrix}1&0\\1&1\end{pmatrix}}\quad {\text{ y }}\quad {\begin{pmatrix}1&1\\0&1\end{pmatrix}}.}

#### Sp(2n, R)
Resulta que {\displaystyle \operatorname {Sp} (2n,\mathbf {R} )} puede tener una descripción bastante explícita usando generadores. Si se hace que {\displaystyle \operatorname {Sym} (n)} denote las matrices {\displaystyle n\times n} simétricas, entonces {\displaystyle \operatorname {Sp} (2n,\mathbf {R} )} es generado por {\displaystyle D(n)\cup N(n)\cup \{\Omega \},} donde 
{\displaystyle {\begin{aligned}D(n)&=\left\{\left.{\begin{bmatrix}A&0\\0&(A^{T})^{-1}\end{bmatrix}}\,\right|\,A\in \operatorname {GL} (n,\mathbf {R} )\right\}\\[6pt]N(n)&=\left\{\left.{\begin{bmatrix}I_{n}&B\\0&I_{n}\end{bmatrix}}\,\right|\,B\in \operatorname {Sym} (n)\right\}\end{aligned}}}
 son subgrupos de {\displaystyle \operatorname {Sp} (2n,\mathbf {R} )}.pg 173pg 2

### Relación con la geometría simpléctica
La topología simpléctica es el estudio de las variedades simplécticas. El espacio tangente en cualquier punto de una variedad simpléctica es un espacio vectorial simpléctico. Como se señaló anteriormente, las transformaciones que conservan la estructura de un espacio vectorial simpléctico forman un grupo y este grupo es Sp(2n, F), según la dimensión del espacio y el cuerpo sobre el que se define.
Un espacio vectorial simpléctico es en sí mismo una variedad simpléctica. Una transformación bajo una acción del grupo simpléctico es, en cierto sentido, una versión linealizada de un simplectomorfismo, que es una estructura más general que conserva la transformación en una variedad simpléctica.

## Sp(n)
El grupo simpléctico compacto Sp(n) es la intersección de Sp(2n, C) con el grupo unitario {\displaystyle 2n\times 2n}:
{\displaystyle \operatorname {Sp} (n):=\operatorname {Sp} (2n;\mathbf {C} )\cap \operatorname {U} (2n)=\operatorname {Sp} (2n;\mathbf {C} )\cap \operatorname {SU} (2n).}
A veces se escribe como USp(2n). Alternativamente, Sp(n) se puede describir como el subgrupo de GL(n, H) (matrices cuaterniónicas invertibles) que conserva la forma hermítica estándar en Hn:
{\displaystyle \langle x,y\rangle ={\bar {x}}_{1}y_{1}+\cdots +{\bar {x}}_{n}y_{n}.}
Es decir, Sp(n) es solo un grupo unitario cuaterniónico, U(n, H). De hecho, a veces se le llama grupo hiperunitario. También Sp(1) es el grupo de cuaterniones de norma 1, equivalente al grupo unitario especial y topológicamente a una 3-esfera S3.
Téngase en cuenta que Sp(n) no es un grupo simpléctico en el sentido de la sección anterior: no conserva una forma sesquibilineal H no degenerada simétrica en Hn: no existe tal forma excepto la forma cero. Más bien, es isomorfo a un subgrupo de Sp(2n, C), por lo que conserva una forma simpléctica compleja en un espacio vectorial de dos veces la dimensión. Como se explica a continuación, el álgebra de Lie de Sp(n) es la forma real compacta del álgebra de Lie simpléctica compleja sp(2n, C).
Sp(n) es un grupo de Lie real con dimensión (real) n(2n + 1). Es compacto y simplemente conexo.
El álgebra de Lie de Sp(n) está dada por las matrices cuaterniónicas antihermíticas, el conjunto de matrices cuaterniónicas n-by-n que satisfacen
{\displaystyle A+A^{\dagger }=0}
donde A† es la matriz traspuesta conjugada de A (aquí se toma el conjugado cuaterniónico). El soporte de Lie lo da el conmutador.

### Subgrupos importantes
Algunos subgrupos principales son:
{\displaystyle \operatorname {Sp} (n)\supset \operatorname {Sp} (n-1)}
{\displaystyle \operatorname {Sp} (n)\subset \operatorname {U} (n)}
{\displaystyle \operatorname {Sp} (2)\subset \operatorname {O} (4)}
Por el contrario, es en sí mismo un subgrupo de algunos otros grupos:
{\displaystyle \operatorname {SU} (2n)\supset \operatorname {Sp} (n)}
{\displaystyle \operatorname {F} _{4}\supset \operatorname {Sp} (4)}
{\displaystyle \operatorname {G} _{2}\supset \operatorname {Sp} (1)}
También están los isomorfismos de las álgebras de Lie sp(2)= so(5) y sp(1)= so(3)= su(2).

## Relación entre los grupos simplécticos
Cada álgebra de Lie semisimple compleja tiene una forma real dividida y una forma real compacta; la primera se llama complejifijación de las dos últimas.
El álgebra de Lie de Sp(2n, C) es semisimple y se denota por sp(2n, C). Su forma real dividida es sp(2n, R) y su forma real compacta es sp(n). Estas formas se corresponden a los grupos de Lie Sp(2n, R) y Sp(n) respectivamente.
Las álgebras, sp(p, n − p), que son las álgebras de Lie de Sp(p, n − p), son la signatura indefinida equivalente a la forma compacta.

## Importancia física

### Mecánica clásica
El grupo simpléctico compacto Sp(n) surge en la física clásica como las simetrías de coordenadas canónicas que conservan el corchete de Poisson.
Considérese un sistema de partículas n, evolucionando bajo las ecuaciones de Hamilton, cuya posición en el espacio fásico en un momento dado se denota por el vector de coordenadas canónicas
{\displaystyle \mathbf {z} =(q^{1},\ldots ,q^{n},p_{1},\ldots ,p_{n})^{\mathrm {T} }.}
Los elementos del grupo Sp(2n, R) son, en cierto sentido, una transformación canónica sobre este vector, es decir, conservan la forma de las ecuaciones de Hamilton. Si
{\displaystyle \mathbf {Z} =\mathbf {Z} (\mathbf {z} ,t)=(Q^{1},\ldots ,Q^{n},P_{1},\ldots ,P_{n})^{\mathrm {T} }}
son nuevas coordenadas canónicas, entonces, con la notación de un punto sobreimpuesto que denota la derivada respecto al tiempo,
{\displaystyle {\dot {\mathbf {Z} }}=M({\mathbf {z} },t){\dot {\mathbf {z} }},}
donde
{\displaystyle M(\mathbf {z} ,t)\in \operatorname {Sp} (2n,\mathbf {R} )}
para todo t y todo z en el espacio de fase.
Para el caso especial de una variedad de Riemann, las ecuaciones de Hamilton describen las geodésicas en esa variedad. Las coordenadas {\displaystyle q^{i}} se sitúan en el fibrado tangente a la variedad, y los momentos {\displaystyle p_{i}} se localizan en el fibrado cotangente. Esta es la razón por la cual estos se escriben convencionalmente con índices superior e inferior; para distinguir sus ubicaciones. El hamiltoniano correspondiente consta únicamente de la energía cinética: es {\displaystyle H={\tfrac {1}{2}}g^{ij}(q)p_{i}p_{j}}, donde {\displaystyle g^{ij}} es el inverso del tensor métrico {\displaystyle g_{ij}} en la variedad de Riemann. De hecho, el paquete cotangente de cualquier variedad suave puede ser una estructura simpléctica (no trivial) de forma canónica, con la forma simpléctica definida como derivada exterior de una forma única tautológica.

### Mecánica cuántica
Considérese un sistema de partículas n cuyo estado cuántico codifica su posición y momento. Estas coordenadas son variables continuas y, por lo tanto, el espacio de Hilbert, en el que vive el estado, es de dimensión infinita. Esto a menudo hace que el análisis de esta situación sea complicado. Un enfoque alternativo es considerar la evolución de los operadores de posición e impulso bajo la ecuación de Heisenberg en el espacio fásico.
Constrúyase un vector de coordenadas canónicas,
{\displaystyle \mathbf {\hat {z}} =({\hat {q}}^{1},\ldots ,{\hat {q}}^{n},{\hat {p}}_{1},\ldots ,{\hat {p}}_{n})^{\mathrm {T} }.}
Las relaciones de conmutación canónicas se puede expresar simplemente como
{\displaystyle [\mathbf {\hat {z}} ,\mathbf {\hat {z}} ^{\mathrm {T} }]=i\hbar \Omega }
donde
{\displaystyle \Omega ={\begin{pmatrix}\mathbf {0} &I_{n}\\-I_{n}&\mathbf {0} \end{pmatrix}}}
y In es la matriz identidad n × n.
Muchas situaciones físicas solo requieren operadores hamiltonianos cuadráticos, es decir, hamiltonianos de la forma
{\displaystyle {\hat {H}}={\frac {1}{2}}\mathbf {\hat {z}} ^{\mathrm {T} }K\mathbf {\hat {z}} }
donde K es una matriz simétrica de orden 2n × 2n real. Esto resulta ser una restricción útil y permite reescribir la ecuación de Heisenberg como
{\displaystyle {\frac {d\mathbf {\hat {z}} }{dt}}=\Omega K\mathbf {\hat {z}} }
La solución a esta ecuación debe preservar las relaciones de conmutación canónicas. Se puede demostrar que la evolución temporal de este sistema es equivalente a una acción del grupo simpléctico real Sp(2n, R), en el espacio de fase.